# Breaking
Breakdance, breaking, b-boying hoặc b-girling là điệu nhảy đường phố thuộc dòng nhảy hiphop của những bạn trẻ Mỹ gốc Phi và gốc Latinh khu South Bronx thuộc thành phố New York trong những năm đầu thập kỷ 70. Điệu nhảy này thường được nhảy theo nhạc funk hoặc hiphop đã được mix lại để kéo dài những đoạn break. Tuy còn nhiều tranh cãi nhưng đây được coi là dòng nhảy phổ biến nhất trong những dòng nhảy hiphop.